# Bailleul-le-Soc
Bailleul-le-Soc is een gemeente in het Franse departement Oise (regio Hauts-de-France) en telt 648 inwoners (1999). De plaats maakt deel uit van het arrondissement Clermont.

## Geografie
De oppervlakte van Bailleul-le-Soc bedraagt 14,3 km², de bevolkingsdichtheid is 45,3 inwoners per km².
De onderstaande kaart toont de ligging van Bailleul-le-Soc met de belangrijkste infrastructuur en aangrenzende gemeenten.

## Demografie

| 1962 | 1968 | 1975 | 1982 | 1990 | 1999 | 2006 | 2012 |
| ---- | ---- | ---- | ---- | ---- | ---- | ---- | ---- |
| 504  | 463  | 414  | 431  | 571  | 648  | 657  | 654  |